# Tomáš Lebeda
Tomáš Lebeda (* 11. září 1976 Karlovy Vary) je český politolog, ředitel odboru vnitřní politiky Kanceláře prezidenta republiky během prezidentství Petra Pavla, a bývalý vedoucí Katedry politologie a evropských studií na Univerzitě Palackého v Olomouci. Specializuje se na oblast voleb, volebních systémů a volebního chování.

## Biografie
Tomáš Lebeda vystudoval bakalářský obor Základy humanitní vzdělanosti na Univerzitě Jana Evangelisty Purkyně v Ústí nad Labem a poté pokračoval s magisterským studiem politologie na Fakultě sociálních věd Univerzity Karlovy, kde následně získal tituly PhDr. a Ph.D.
Během svého doktorského studia absolvoval studijní pobyt na London School of Economics and Political Science a stáž v dolní komoře britského parlamentu (tj. Dolní sněmovna) na pozici asistenta Skotské národní strany.
Profesně začínal jako vědecký pracovník Sociologického ústavu Akademie věd České republiky, asistent Ústavu politologie Filozofické fakulty Univerzity Karlovy a asistent IPS Fakulty sociálních věd Univerzity Karlovy, kde se také habilitoval. Po roce 2008 přešel na Filozofickou fakultu Univerzity Palackého a později zde zastával funkci vedoucího Katedry politologie a evropských studií. V únoru 2023 byl Lebeda osloven týmem nově zvoleného prezidenta Petra Pavla s žádostí o sestavení hradního politického odboru, nabídku přijal a od dubna téhož roku vykonává funkci ředitele vnitropolitického odboru na Pražském hradě.
Publikoval odborné stati v recenzovaných i impaktovaných odborných časopisech a byl členem několika redakčních rad (např. Sociologického časopisu a Evropských volebních studií). Spolupracoval na řadě výzkumných projektů a také je spoluautorem několika odborných knih (viz publikační činnost níže). Širší veřejnosti je známý rozhovory pro česká média a zpravodajské portály (např. E15, Seznam Zprávy, Novinky.cz, Aktuálně.cz, iROZHLAS) a komentáři ve volebních studiích České televize.

## Publikační činnost
- Chytilek, R., Šedo, J., Lebeda, T., & Čaloud, D. (2009). Volební systémy. Praha, Česká republika: Portál.
- Lebeda, T. (2016). Dvacet let voleb do Senátu. In Kysela, J. (Ed.) Dvacet let Senátu Parlamentu České republiky v souvislostech (s. 289–308). Praha, Česká republika: Leges.
- Lebeda, T., Janega, J., Koubek, F., Kocur, T., Lysek, J., … Valičková, S. (2022). Evropské lokální volební systémy. Olomouc, Česká republika: Vydavatelství Univerzity Palackého.
- Lebeda, T., Kubátová, H., Šaradín, P., & Hojgrová, K. (2021). Bez střechy nad hlavou. Olomouc, Česká republika: Vydavatelství Univerzity Palackého.
- Lebeda, T., Linek, L., Lyons, P., & Vlachová, K. (200). Voliči a volby 2006. Praha, Česká republika: Sociologický ústav AV ČR.
- Lebeda, T., & Lysek, J. (2017). Protest, omyl, nezájem? Neplatné hlasování v České republice a v nových demokraciích. Olomouc, Česká republika: Vydavatelství Univerzity Palackého.
- Lebeda, T., Šaradín, P., Lebedová, E., Kokeš, M., & Lysek, J. (2021). Volební pochybení a podvody ve volebních místnostech. Jak přispět k vyšší integritě voleb v České republice? Acta Politologica, 13(3), s. 24–45. Dostupné online.
- Lysek, J., Lebeda, T., & Kouba, K. (2020). Turning out but not voting: invalid ballots in post‑communist parliamentary elections. Comparative European Politics, 18(2), s. 190–214. Dostupné online.
- Novák, M., & Lebeda, T. (2004). Volební a stranické systémy ČR v mezinárodním srovnání. Dobrá voda u Pelhřimova, Česká republika: Aleš Čeněk.
- Šaradín, P., Lebeda, T., Lebedová, E., Lysek, J., Merklová, K., Ostrá, D., ... Zymová, K. (2021). Češi a demokracie v digitální době. Brno, Česká republika: CDK.